# 安條克十一世

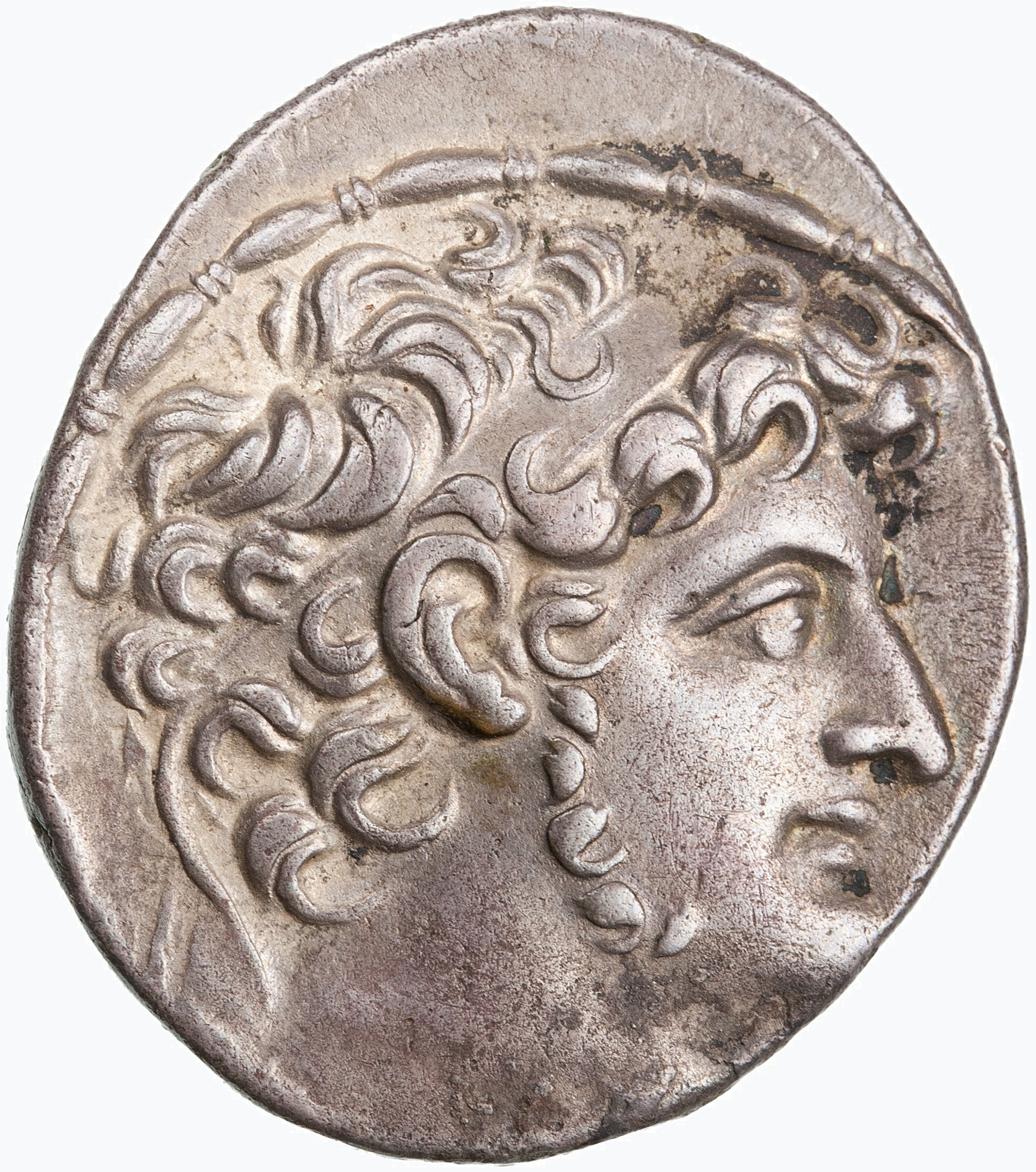
安条克十一世的钱币正面

安條克十一世（神選的·篤愛父親者）（?—前92年），希臘化時代塞琉古王國後期陷入王室內戰的其中一位國王，是安條克八世的兒子，母親是特里菲娜（Cleopatra Tryphaena）。他也是塞琉古六世的弟弟。
昔日光輝過的塞琉古帝國，這時的勢力僅限小小的敘利亞，王室還陷入內戰中，安條克十一世就是其中一位後期國王，但他的勢力比其他王室的勢力還小，勢力範圍在敘利亞北部，另外他的一對雙胞胎弟弟腓力和德米特里在敘利亞南方建立勢力。前95年，他的哥哥被安條克十世擊敗，安條克十一世率軍反擊，並包圍王國首都安條克城，在前93年奪下首都，但又隨即失去。前92年，這次軍事行動最終被安條克十世擊退，安條克十一世於撤退過程中，橫渡奧倫梯河時從馬上摔落下來，溺死。
安條克十一世的錢幣上，正面是他的肖像。背面中間是雅典娜女神，手上棲著尼刻並扶著盾牌，另一手持長槍，兩側以希臘銘文分別寫著BAΣΙΛΕΩΣ ANTIOXOV 和EΠΙΦΑΝΟVΣ ΦΙΛΑΔΕΛΦOV，即國王「國王安條克·神選的·篤愛父親者的」之意。 

## 來源
- Antiochus XI （页面存档备份，存于） entry in historical sourcebook by Mahlon H. Smith
- 安條克十一世的錢幣 （页面存档备份，存于）

| 安條克十一世 塞琉古王朝出生于：?逝世於：前92年 | 安條克十一世 塞琉古王朝出生于：?逝世於：前92年 | 安條克十一世 塞琉古王朝出生于：?逝世於：前92年 |
| ---------------------------------------------- | ---------------------------------------------- | ---------------------------------------------- |
| 前任者： 塞琉古六世                            | 塞琉古國王 前95年–前92年 與安條克十世內戰      | 繼任者： 腓力一世                              |